# Postulata nobilium
Postulata nobilium (latin för adelns fordringar) är ett dokument som författades inom den högadliga kretsen, ledd av Erik Larsson Sparre och Hogenskild Bielke i samband med Sigismunds tronbestigning 1594 för att främja sitt eget inflytande. 
Liknande förhandlingar hade skett 1569 då Johan III tillträdde kungamakten och då resulterat i utökade privilegier. Man avsåg att sätta en gräns för de absolutistiska tendenser som förekommit inom arvkungadömet, och ge adeln ett politiskt inflytande. Det skulle främst ske genom att säkra deras rättigheter till offentliga ämbeten och genom utökade privilegier ge dem ekonomiska förutsättningar att hävda sig oberoende gentemot kungamakten. Auktionen misslyckades men förebådade de krav man lyckades driva igenom i samband med Gustav II Adolf kungaförsäkran 1611 och 1612 års adelsprivilegier.